# Édouard de Villiers du Terrage
Pour les articles homonymes, voir Villiers.
Édouard de Villiers du Terrage, dit Devilliers, né le 26 avril 1780 à Versailles et mort le 19 avril 1855 à Paris, est un ingénieur des ponts et chaussées et archéologue français. Il est le frère du vicomte Paul Étienne de Villiers du Terrage.
Élève de l'École polytechnique en 1794, il fait partie de l'expédition d'Égypte et termine sa carrière inspecteur général des Ponts et Chaussées et membre de la Commission des sciences et des arts.

## Récit de l'expédition d'Égypte
Édouard de Villiers du Terrage laisse de cette expédition un Journal et souvenirs, publié par son petit-fils en 1899, racontant de façon pittoresque et détaillée, souvent jour après jour, son voyage de Paris à Toulon, puis sa traversée de la Méditerranée, et enfin sa contribution à l'expédition en Égypte.
Il débarque à Alexandrie le 2 juillet 1798. Il fait partie des savants qui restent à Rosette pendant que Napoléon Bonaparte sécurise le Caire lors de la Bataille des Pyramides qui eut lieu le 21 juillet.
Le groupe de savants part rejoindre le gros de l'armée qui a installé ses quartiers au Caire mais, pour leur éviter l'inconfort du voyage, le groupe rejoint Caire en barque sur le Nil.
Le 6 octobre, il passe un examen devant Monge, et est reçu ingénieur ordinaire des Ponts et Chaussées. Il assiste à l'insurrection de Caire le 21 octobre.
Le 19 mars 1799, il part du Caire pour la Haute-Égypte, sous la conduite de Girard, accompagné de Descotils, Rozière, Dupuis, ingénieurs des mines, Jollois, Dubois-Aimé, Duchanoy, ingénieurs des Ponts et Chaussées, Castex, sculpteur, pour prendre des renseignements sur le commerce, l'agriculture, l'histoire naturelle, les arts et les antiquités, et surtout pour examiner le régime du Nil, depuis la première cataracte, et étudier le système d'irrigation.
Ils partent en barque sur le Nil et arrivent le 29 mars à Syout (Assouan), où ils effectuent des opérations de nivellement de la vallée et de jaugeage du fleuve. 
Ils continuent leur voyage le 18 mai, par terre. Villiers, comme ses camarades, soufre d'ophtalmie. Il est contraint de conduire sa jument les yeux bandés. Ils arrivent le 25 mai à Quené (Thèbes). Avec Jollois, ils se rendent, souvent sans escorte, à Dendérah où ils sont éblouis par l'architecture des anciens Égyptiens. Ils dessinent minutieusement le zodiaque de Dendérah, qui avait été rapidement esquissé par Denon.
Ils repartent le 25 juin et arrivent le 30 à Esné.
Le 2 juillet, il reçoit une lettre de Girard lui demandant de s'occuper du nilomètre d'Esné avec Duchanoy.
Ils se rendent ensuite en barque à Syenne (Assouan) et visitent l'île Éléphantine, les temples de Philæ et les cataractes.
Le 26 juillet, ils redescendent le Nil en barque, et arrivent à Thèbes le 7 août. Dès lors, trop occupé de dessiner les antiquités, Villiers cesse de tenir régulièrement son Journal.
Il entreprend de dessiner, décrire et élever tous les plans des monuments antiques de Thèbes et de Louxor, le plus souvent avec Jollois, mais aussi à plusieurs reprises Descotils, Rozière, Duchanoy, Dupuy, et surtout Dutertre et Nectoux viennent l'aider. Il dit ressentir « l'excès des chaleurs que l'on éprouve sous le climat ardent de la Haute-Égypte ». « Le thermomètre mis à la surface du sol monte jusqu'à cinquante quatre degrés ».
Il explore aussi avec Corabœuf, Saint-Genis et Jollois la vallée des rois, où ils découvrent un nouveau tombeau qui sera reconnu plus tard comme celui d'Amenhotep III.
À Esné, il rencontre les deux commissions Costaz et Fourier que Bonaparte envoyait pour achever l'exploration de la Haute-Égypte. Devant les résultats des travaux de Villiers et Jollois, ils décident d'explorer ce qui reste encore à étudier.
Il rentre au Caire le 27 octobre.
Le Père part du Caire le 14 novembre 1799 pour une troisième campagne de nivellement. Il remonte au milieu de l'isthme de Suez, tandis que de Villiers et ses collègues remontent vers Le Caire. Le nivellement de Mouqfar au Caire, sur 99 km de longueur, est effectué par les ingénieurs Fèvre, Devilliers, Duchanoy et Alibert, du 17 novembre au 6 décembre.
« Les difficultés inhérentes au climat, surtout la nécessité d'augmenter la longueur des visées au niveau (par suite du manque d'eau), firent accélérer les opérations et supprimer une partie des opérations projetées. »
— Villiers du Terrage, L'expédition d'Égypte, p. 185
« Dans un travail que, dès son retour en France et peut-être précipitamment, Le Père soumit au Premier Consul, il établissait que le niveau de la mer Rouge se trouvait à neuf mètres quatre-vingt-onze centimètres au-dessus de celui de la Méditerranée. »
Les idées de Le Père sont encore acceptées, trente ans après, par Limant-Bey quand il s'occupe du projet de canal. Toutefois quelques doutes s'élevent. Aussi, quand on agite sérieusement la question du percement de l'isthme, Paulin Talabot envoie à Suez une équipe de vingt opérateurs exercés, bien accompagnés et munis d'un matériel considérable avec les instruments les plus perfectionnés. Après de nombreuses vérifications, on trouve comme résultat que les deux mers étaient sensiblement de niveau.
Les deux seuls membres survivants alors de la Commission d'Égypte, Jomard et de Villiers, s'émeuvent de cette révélation. Ils ne contestent pas l'exactitude du nouveau nivellement, mais signalent quelques erreurs dans le rapport de Talabot et font constater l'exactitude de plusieurs parties de l'ancien nivellement.
« Je n'ai pas cru pouvoir me disposer de discuter à fond les opérations faites par des ingénieurs aussi haut placés et de rechercher où se trouvent les principales différences, qu'il ne faut attribuer qu'à la précipitation et au défaut de sécurité, de temps et d'instruments, conditions sous lesquelles ces opérations ont été pratiquées et qui devaient nécessairement en rendre le résultat incertain. »
Il constate toutefois un accord très satisfaisant entre les deux nivellements de 1799 et de 1847, pour les trois sections de Tineh Méditerranée à Mouqfar.
Il n'est constaté d'erreurs que dans deux sections. Entre Suez et le piquet 119 (premier nivellement), il est reconnu une erreur de 8,67 mètres. Le Père, qui a conduit cette opération, n'a jamais mis en doute son exactitude, car elle coïncide exactement avec l'hypothèse qu'il a admise a priori. Quant à la branche comprise entre Le Caire et Mouqfar, il faut distinguer de Mouqfar à l'extrémité du nivellement de janvier 1799, et du Caire à Ras-le-Wady. Dans la première, du Caire à Ras-le-Wady, les deux nivellements ne diffèrent pas sensiblement. En 1800, du reste, la hauteur de la crue du Nil, par rapport aux cimes des palmiers, avait servi de vérification. Au contraire, de Ras-el-Wady à Mouqfar, l'erreur s'augmente progressivement pour atteindre en ce dernier point précisément le chiffre déjà donné pour le nivellement de la section de Suez. Est-ce bien le hasard ? Cette erreur se répercute sur l'altitude du Caire au-dessus de la Méditerranée. Un nivellement direct l'aurait mis en évidence et fait concevoir des doutes sur l'ensemble de l'opération, mais les évènements ont rendu impossible la réalisation de ce projet. On a dû se contenter d'estimer cette altitude par des observations sur la pente du Nil aux environs du Caire. Dans les dernières années de sa vie, Villiers du Terrage a, dans un minutieux travail, mis en évidence les causes de la différence de nivellement de 1799 et de 1847; mais comme en diminuant la responsabilité de quelques-uns des opérateurs il aggravait celle de plusieurs autres, et que personne n'était plus là pour lui répondre, il a préféré ne pas publier son mémoire.
Vers le milieu de décembre, les opérations de nivellement sont terminées.
Le 24 décembre, Girard part avec Villiers du Terrage, Alibert, Delile et Rozière, pour une reconnaissance de l'itinéraire du Caire à Suez par la vallée de l'Égarement.
« J'en levai le plan en suivant la marche de la caravane. Je relevais les angles au moyen de la boussole et je mesurais les distances par le temps que les chameaux mettaient à parcourir la route entre deux stations. Le pas du chameau est d'une régularité parfaite; c'est un véritable pendule animal. »
— Villiers du Terrage, L'expédition d'Égypte, p. 188
. Il arrive à Suez le 28 décembre et revient au Caire le 24 janvier.
À la suite de la convention d'El-Arish, une partie des savants quitte Le Caire le 4 février, ils restent en quarantaine près de Rosette jusqu'au 17 mars, embarquent le à Alexandrie sur le vaisseau l'Oiseau, où après être demeurés un mois, ils débarquent à Alexandrie le 27 avril, « renonçant définitivement à tout espoir de départ ».
Après six semaines d'attente, il revient au Caire le 20 juin.
Dès le 27 juillet il reçoit l'ordre de se rendre avec son collègue Lancret à Rahmanieh, pour l'opération importante du nivellement du canal d'Alexandrie.

Le 20 septembre il écrit à son frère : 
« Je ne tiens plus dans ce pays, je m'y ennuis à périr, j'y perds mon temps et ma santé; mes plus belles années se passent dans la tristesse. Telles étaient alors les pensées de nous tous. »
— Villiers du Terrage, L'expédition d'Égypte, p. 207
Le siège du Caire a endommagé beaucoup de maisons dans cette ville. Le général Belliard, qui commande la place, ordonne le 9 octobre, une visite générale. Le Caire est partagé en huit sections. Il est chargé de la sixième le 9 octobre. Le 11 il fait son rapport.
Le 15 novembre, il reçoit l'ordre de Le Père de se tenir prêt à partir pour Suez avec lui et Chabrol. Ils rentrent au Caire le 30 novembre.
Il quitte Le Caire par eau le 6 avril avec plusieurs de ses camarades de la Commission.
Arrivés le 14 avril à Alexandrie, le général Menou leur impose une quarantaine qui ne dure que cinq jours, à cause du décès par la peste de Lerouge.
La Commission s'embarque le 5 juin sur le brick de commerce l'Oiseau, mais l'amiral anglais n'ayant pas été prévenu, ils doivent retourner à Alexandrie après être restés trente cinq jours à bord.
Le 30 août le général Menou capitule à Alexandrie et signe une convention. « Nous nous révoltâmes contre l'article 16 de la convention ». Les membres de la Commission envoyèrent trois parlementaires, Geoffroy Saint-Hilaire, Delile et Savigny, au camp anglais. Le général anglais changea d'avis. « On nous laissa nos manuscrits et nos bagages, et l'on ne retint que les antiquités trop volumineuses ».
« Le 27 septembre, autant qu'il m'en souvient, je m'embarquai enfin pour la France sur l'Amico Sincero. Beaucoup de mes collègues de la Commission se trouvaient également sur ce bâtiment. »
— Villiers du Terrage, L'expédition d'Égypte, p. 251
Arrivé sur la côte le 7 novembre, la quarantaine étant encombrée, il n'entre que le 17 novembre au lazaret de Marseille.
De retour en France, il est adjoint Jollois dans le cadre de la commission chargée de rédiger un grand ouvrage sur l'Égypte.
Il est en 1814-1815, chef de bataillon de génie et fait la campagne de France.